# Teilchenzahlanteil
Der Teilchenzahlanteil (Formelzeichen: X) ist gemäß DIN 1310 eine physikalisch-chemische Größe zur quantitativen (mengenmäßigen) Beschreibung der Zusammensetzung von Stoffgemischen/Mischphasen, eine sogenannte Gehaltsgröße. Er gibt den relativen Anteil der Teilchenzahl einer betrachteten Mischungskomponente an der Gesamtteilchenzahl des Gemisches an.

## Definition und Eigenschaften
In folgender Tabelle wird bei den Größengleichungen unterschieden zwischen
- dem einfachen Fall eines binären Gemisches (Z = 2, Zweistoffgemisch aus den Komponenten i und j, beispielsweise die Lösung eines einzelnen Stoffes i in einem Lösungsmittel j) und
- der allgemeingültigen Formulierung für ein Stoffgemisch aus insgesamt Z Komponenten (Index z als allgemeiner Laufindex für die Summenbildungen, schließt i und ggf. j mit ein).

|                 | binäres Gemisch (Z = 2)                                    | allgemeines Gemisch (Z Komponenten)                                                  |
| --------------- | ---------------------------------------------------------- | ------------------------------------------------------------------------------------ |
| Definition      | {\displaystyle X_{i}={\frac {N_{i}}{N_{i}+N_{j}}}}         | {\displaystyle X_{i}={\frac {N_{i}}{N}}\ \ {\text{mit}}\ \ N=\sum _{z=1}^{Z}N_{z}}   |
| Wertebereich    | {\displaystyle 0\leq X_{i}\leq 1}                          | {\displaystyle 0\leq X_{i}\leq 1}                                                    |
| Summenkriterium | {\displaystyle X_{i}+X_{j}=1\ \Rightarrow \ X_{j}=1-X_{i}} | {\displaystyle \sum _{z=1}^{Z}X_{z}=1\ \Rightarrow \ X_{Z}=1-\sum _{z=1}^{Z-1}X_{z}} |

Der Teilchenzahlanteil Xi ist definiert als Wert des Quotienten aus der Teilchenzahl Ni der betrachteten Mischungskomponente i und der Gesamtteilchenzahl N des Gemisches. Letztere ist die Summe der Teilchenzahlen aller Komponenten (i mit eingeschlossen) des Gemisches. „Teilchen“ können stoffliche Elementarobjekte wie Atome, Moleküle, Ionen oder auch Formeleinheiten sein und müssen für alle Mischungskomponenten spezifiziert sein.
Als Quotient zweier Größen der Dimension Zahl ist der Teilchenzahlanteil selbst auch eine Größe der Dimension Zahl und kann wie in obiger Tabelle durch eine reine Dezimalzahl angegeben werden oder mit Hilfsmaßeinheiten wie Prozent (% = 1/100), Promille (‰ = 1/1.000) oder parts per million (1 ppm = 1/1.000.000).
Der Teilchenzahlanteil Xi einer betrachteten Mischungskomponente i kann Zahlenwerte zwischen 0 = 0 % (Komponente i ist nicht im Gemisch enthalten) und  1 = 100 % (Komponente i liegt als Reinstoff vor) annehmen.
Die Teilchenzahlanteile aller Bestandteile eines Gemisches addieren sich zu 1 = 100 %. Daraus folgt, dass die Kenntnis bzw. Ermittlung der Teilchenzahlanteile von Z − 1 Komponenten ausreicht (bei einem Zweistoffgemisch also der Teilchenzahlanteil einer Komponente), da sich der Teilchenzahlanteil der verbleibenden Komponente einfach durch Differenzbildung zu 1 = 100 % berechnen lässt.
Die Werte der Teilchenzahlanteile für ein Stoffgemisch gegebener Zusammensetzung sind – im Gegensatz zu den volumenbezogenen Gehaltsgrößen (Konzentrationen, Volumenanteil, Volumenverhältnis) – unabhängig von Temperatur und Druck, da sich die Teilchenzahlen der Mischungskomponenten im Gegensatz zu den Volumina mit der Temperatur bzw. dem Druck nicht ändern, sofern keine stofflichen Umsetzungen eintreten.

## Zusammenhänge mit anderen Gehaltsgrößen
Wegen der Proportionalität zwischen Teilchenzahl N und Stoffmenge n (Bezug auf die gleiche Teilchenart vorausgesetzt; der Umrechnungsfaktor ist die Avogadro-Konstante NA ≈ 6.022e23 mol−1) ist der Wert des Teilchenzahlanteils Xi gleich dem Wert des Stoffmengenanteils xi:
{\displaystyle X_{i}={\frac {N_{i}}{N}}={\frac {n_{i}\cdot N_{\mathrm {A} }}{n\cdot N_{\mathrm {A} }}}={\frac {n_{i}}{n}}=x_{i}}
In der folgenden Tabelle sind die Beziehungen des Teilchenzahlanteils Xi mit den anderen in der DIN 1310 definierten Gehaltsgrößen in Form von Größengleichungen zusammengestellt. Dabei steht M für die molare Masse, ρ für die Dichte des jeweiligen Reinstoffs (bei gleichem Druck und gleicher Temperatur wie im Stoffgemisch). Der Index z dient wiederum als allgemeiner Laufindex für die Summenbildungen und schließt i mit ein.
|                           | Massen-…                                                                                  | Stoffmengen-…                                               | Teilchenzahl-…                                              | Volumen-… |
| ------------------------- | ----------------------------------------------------------------------------------------- | ----------------------------------------------------------- | ----------------------------------------------------------- | --- |
| …-anteil                  | Massenanteil w                                                                            | Stoffmengenanteil x                                         | Teilchenzahlanteil X                                        | Volumenanteil φ |
| …-anteil                  | {\displaystyle X_{i}={\frac {w_{i}/M_{i}}{\sum _{z=1}^{Z}{(w_{z}/M_{z})}}}}               | {\displaystyle X_{i}=x_{i}}                                 | {\displaystyle X_{i}}                                       | {\displaystyle X_{i}={\frac {\varphi _{i}\cdot \rho _{i}/M_{i}}{\sum _{z=1}^{Z}{(\varphi _{z}\cdot \rho _{z}/M_{z})}}}} |
| …-konzentration           | Massenkonzentration β                                                                     | Stoffmengenkonzentration c                                  | Teilchenzahlkonzentration C                                 | Volumenkonzentration σ                                                                                                  |
| …-konzentration           | {\displaystyle X_{i}={\frac {\beta _{i}/M_{i}}{\sum _{z=1}^{Z}{(\beta _{z}/M_{z})}}}}     | {\displaystyle X_{i}={\frac {c_{i}}{\sum _{z=1}^{Z}c_{z}}}} | {\displaystyle X_{i}={\frac {C_{i}}{\sum _{z=1}^{Z}C_{z}}}} | {\displaystyle X_{i}={\frac {\sigma _{i}\cdot \rho _{i}/M_{i}}{\sum _{z=1}^{Z}{(\sigma _{z}\cdot \rho _{z}/M_{z})}}}}   |
| …-verhältnis              | Massenverhältnis ζ                                                                        | Stoffmengenverhältnis r                                     | Teilchenzahlverhältnis R                                    | Volumenverhältnis ψ |
| …-verhältnis              | {\displaystyle X_{i}={\frac {1/M_{i}}{\sum _{z=1}^{Z}{(\zeta _{zi}/M_{z})}}}}             | {\displaystyle X_{i}={\frac {1}{\sum _{z=1}^{Z}r_{zi}}}}    | {\displaystyle X_{i}={\frac {1}{\sum _{z=1}^{Z}R_{zi}}}}    | {\displaystyle X_{i}={\frac {\rho _{i}/M_{i}}{\sum _{z=1}^{Z}{(\psi _{zi}\cdot \rho _{z}/M_{z})}}}}                     |
| Quotient Stoffmenge/Masse | Molalität b                                                                               | Molalität b                                                 |                                                             | |
| Quotient Stoffmenge/Masse | {\displaystyle X_{i}=b_{i}\cdot M_{j}\cdot X_{j}} (i = gelöster Stoff, j = Lösungsmittel) |                                                             |                                                             | |
| Quotient Stoffmenge/Masse | spezifische Partialstoffmenge q                                                           |                                                             |                                                             | |
| Quotient Stoffmenge/Masse | {\displaystyle X_{i}={\frac {q_{i}}{\sum _{z=1}^{Z}q_{z}}}}                               |                                                             |                                                             | |

Da das molare Volumen Vm eines Reinstoffes gleich dem Quotienten aus dessen molarer Masse M und Dichte ρ ist (bei gegebener Temperatur und gegebenem Druck), können die in vorstehender Tabelle in einigen Gleichungen in reziproker Form auftretenden Terme entsprechend ersetzt werden:
{\displaystyle {\frac {M_{i}}{\rho _{i}}}=V_{\mathrm {m} ,i}\ \Leftrightarrow \ {\frac {\rho _{i}}{M_{i}}}={\frac {1}{V_{\mathrm {m} ,i}}}}
Bei Mischungen idealer Gase stimmen nicht nur die Werte von Teilchenzahlanteil Xi und Stoffmengenanteil xi überein, sondern es besteht wegen der einheitlichen molaren Volumina und des idealen Mischungscharakters zusätzlich noch Gleichheit mit dem Volumenanteil φi und der Volumenkonzentration σi:
{\displaystyle X_{i}=x_{i}=\varphi _{i}=\sigma _{i}\ \ {\text{für Mischungen idealer Gase}}}

## Beispiele

### Stickstoff und Sauerstoff in Luft
Luft als das Gasgemisch der Erdatmosphäre enthält die beiden Hauptkomponenten Stickstoff (Teilchen: N2-Moleküle) und Sauerstoff (Teilchen: O2-Moleküle). Bei näherungsweiser Betrachtung als ein Gemisch idealer Gase sind die üblicherweise tabellierten mittleren Volumenanteile der Einzelgase in trockener Luft auf Meereshöhe (N2: ca. 78,1 %; O2: ca. 20,9 %) den Stoffmengenanteilen gleichzusetzen, welche wiederum gleich den Teilchenzahlanteilen sind (s. o.):
{\displaystyle X_{\mathrm {N_{2}} }=x_{\mathrm {N_{2}} }\approx 0{,}781=78{,}1\ \%\qquad X_{\mathrm {O_{2}} }=x_{\mathrm {O_{2}} }\approx 0{,}209=20{,}9\ \%}

### Lösung von Glucose in Wasser
Betrachtet wird eine Lösung von Glucose (Glc) in Wasser (H2O) mit den Massenanteilen wGlc = 0,01 = 1 % und entsprechend wH2O = 1 − wGlc = 0,99 = 99 %. Unter Berücksichtigung der molaren Massen ergibt sich für die Teilchenzahlanteile an Glucosemolekülen bzw. Wassermolekülen:
{\displaystyle X_{\mathrm {Glc} }={\frac {w_{\mathrm {Glc} }/M_{\mathrm {Glc} }}{w_{\mathrm {Glc} }/M_{\mathrm {Glc} }+w_{\mathrm {H_{2}O} }/M_{\mathrm {H_{2}O} }}}=\mathrm {\frac {0{,}01/(180{,}16\ g\cdot mol^{-1})}{0{,}01/(180{,}16\ g\cdot mol^{-1})+0{,}99/(18{,}02\ g\cdot mol^{-1})}} \approx 0{,}001=0{,}1\ \%}
{\displaystyle X_{\mathrm {H_{2}O} }=1-X_{\mathrm {Glc} }\approx 0{,}999=99{,}9\ \%}